# Biblioteca Nacional del Perú

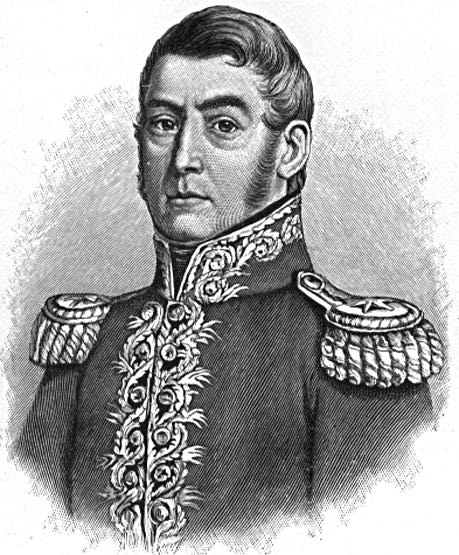
José de San Martín, fundador de la Biblioteca Nacional en 1821.

La Biblioteca Nacional del Perú té el seu origen en 1568, amb la fundació del Col·legi Màxim de San Pablo pels jesuïtes a Lima, Perú. Després de la independència del Perú va ser expedit el decret de creació de la Biblioteca Nacional, per José de San Martín, el 28 d'agost de 1821. La Institució va nomenar el seu primer bibliotecari en febrer de 1822, sent aquest Mariano José Teodoro de Arce Bedrigal. La normativa de la Biblioteca Nacional del Perú fou creada el 31 d'agost del mateix any i el 17 de setembre fou inaugurada.
La nit del 9 al 10 de maig de 1943 la Biblioteca va sofrir un incendi que la va destruir en gairebé la seva totalitat i on es van perdre més de cent mil volums empastats i quaranta mil manuscrits, entre ells la col·lecció del Mercurio Peruà i la Geografia de Juan Glave.
La biblioteca disposa un dels cinc primers llibres editats a Lima per les premses d'Antonio Ricardo, entre elles la Doctrina christiana de 1584, que és el primer llibre imprès en tota l'Amèrica del Sud, una edició trilingüe en quítxua, aimara i espanyol. El desembre del 2011 aquest exemplar va formar part dels incunables presentats per Perú davant la Unesco, per formar part del seu programa Memòria del Món.
El procés de modernització de la Biblioteca Nacional del Perú va ser iniciat el 1992, amb la restauració i la remodelació del seu local amb la renovació dels seus equipaments i col·leccions, amb l'ampliació i millora dels serveis bibliotecaris. La Biblioteca permet l'accés la base de dades als usuaris, a través del sistema d'informació en xarxa, implementat el 1993.